# EBookMan

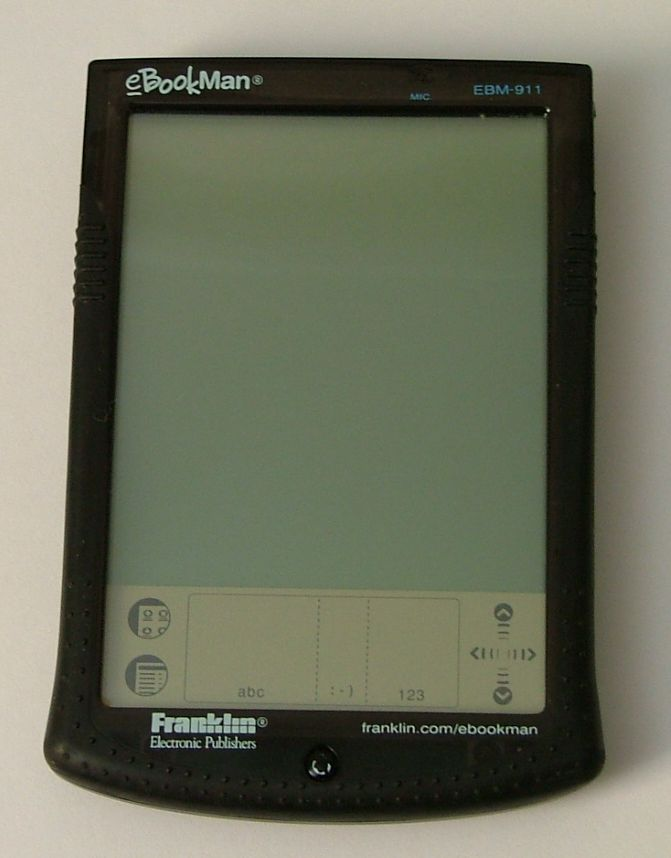
EBookman

Der eBookMan ist ein Personal Digital Assistant (PDA), der im Jahr 2000 vom US-amerikanischen Unternehmen Franklin produziert und von Ectaco vertrieben wurde.
Das Gerät ist primär als E-Book-Reader konzipiert, unterstützt werden aber auch PDA-übliche Funktionen wie Terminplanung, Adressverwaltung, Taschenrechner, sowie das Abspielen von MP3-Dateien und die Aufnahme von Sprachnotizen. Des Weiteren gab es eine aktive Community, die zahlreiche weitere Software, wie zum Beispiel Office und Grafik Anwendungen, sowie Spiele für das Gerät entwickelte. E-Books können im Mobipocket (bis Mobipocket Reader Version 4.8), Textdatei, HTML, PalmDOC und Franklin-eigenen FUB Format gelesen werden. 
Als Betriebssystem kommt das von Franklin entwickelte FranklinOS zum Einsatz, das weder zu Palm OS, Windows CE oder EPOC kompatibel ist. 
Ende 2002 wurde die Forschung und Entwicklung von Franklin eingestellt. Seither wird das Gerät als elektronisches Wörterbuch angeboten.

## Versionen

### EBM 901
Das seit 2000 erhältliche Basismodell mit 8 MB internem Speicher.

### EBM 911
Zeitgleich erschien der EBM 911. Unterschiede zum Modell 901 sind die zusätzliche Hintergrundbeleuchtung und der auf 16 MB erweiterte interne Speicher. 

### BDS-900
2002 wurde der BDS-900 auf Basis des eBookman angeboten, der vornehmlich als digitales Wörterbuch fungieren soll und Vokabeln auch aussprechen kann.

## Technische Daten
LC-Display: 
- 240 × 200 Pixel
- 16 Graustufen
- Touchscreen
- Darstellung sowohl im Hoch- als auch im Querformat
- Über Backlight (Hintergrundbeleuchtung) verfügt nur das Modell 911

Hardware:
- USB-Anschluss
- Einschub für MultiMediaCard (MMC)
- Kopfhörerbuchse
- Lautsprecher
- Mikrofon

Betriebssystem:
- eBookMan Operating System (OS) 1.0

Speicher:
- 8 MB SDRAM beim Modell 901/16 MB SDRAM beim Modell 911
- Mit MMC-Karte (in beliebiger Kapazität) erweiterbar. Von der MMC-Karte kann nur gelesen, nicht darauf geschrieben werden. Schreiben kann man nur in den internen Speicher.

Stromversorgung:
- Batterien: 2 × AAA
- Netzteil (optional, 2x AAA Batterien werden immer im Gerät benötigt)

## Bedienung
Für die Eingabe von Daten wird beim eBookMan wie bei anderen PDAs Handschrifterkennung verwendet. Optional steht bei einigen Programmen eine virtuelle Tastatur zur Verfügung. 

## Datensicherung
Die Datensicherung der Handhelds geschieht über HotSync mit einem Windows-PC, Macintosh oder Linux-Rechner. Dazu wird das Gerät in seine docking station gestellt oder mit einem A/A USB Kabel mit dem PC verbunden und mittels der eBookMan Manager Software synchronisiert. Neue Programme und Daten werden auf diese Weise auf den Handheld übertragen.